# Маунт-Пуласкі (Іллінойс)
Маунт-Пуласкі (англ. Mount Pulaski) — місто (англ. city) в США, в окрузі Лоґан штату Іллінойс. Населення — 1537 осіб (2020).

## Географія
Маунт-Пуласкі розташований за координатами 40°0′36″ пн. ш. 89°17′2″ зх. д. / 40.01000° пн. ш. 89.28389° зх. д. (40.010094, -89.283787).  За даними Бюро перепису населення США в 2010 році місто мало площу 2,93 км², уся площа — суходіл.

## Демографія
Згідно з переписом 2010 року, у місті мешкало 1566 осіб у 664 домогосподарствах у складі 421 родини. Густота населення становила 534 особи/км².  Було 730 помешкань (249/км²).
Расовий склад населення:
| - 98,1 % — білих - 0,4 % — чорних або афроамериканців - 0,3 % — азіатів - 0,1 % — корінних американців |

До двох чи більше рас належало 0,4 %. Частка іспаномовних становила 1,1 % від усіх жителів.
За віковим діапазоном населення розподілялося таким чином: 23,3 % — особи молодші 18 років, 53,2 % — особи у віці 18—64 років, 23,5 % — особи у віці 65 років та старші. Медіана віку мешканця становила 44,0 року. На 100 осіб жіночої статі у місті припадало 85,1 чоловіків;  на 100 жінок у віці від 18 років та старших — 78,7 чоловіків також старших 18 років.
Середній дохід на одне домашнє господарство  становив 62 583 долари США (медіана — 56 250), а середній дохід на одну сім'ю — 72 473 долари (медіана — 65 938). Медіана доходів становила 59 167 доларів для чоловіків та 34 318 доларів для жінок. За межею бідності перебувало 9,2 % осіб, у тому числі 16,3 % дітей у віці до 18 років та 2,2 % осіб у віці 65 років та старших.
Цивільне працевлаштоване населення становило 579 осіб. Основні галузі зайнятості: освіта, охорона здоров'я та соціальна допомога — 29,9 %, роздрібна торгівля — 13,8 %, виробництво — 12,6 %.